# Casa Grande (Arizona)
Casa Grande é uma cidade localizada no estado americano do Arizona, no condado de Pinal. Foi incorporada em 1915.

## Geografia
De acordo com o United States Census Bureau, a cidade tem uma área de 284 km², onde todos os 284 km² estão cobertos por terra.

### Localidades na vizinhança
O diagrama seguinte representa as localidades num raio de 24 km ao redor de Casa Grande.

## Demografia
Segundo o censo nacional de 2010, a sua população é de 48 571 habitantes e sua densidade populacional é de 171 hab/km². Possui 22 400 residências, que resulta em uma densidade de 78,9 residências/km².

### Naturais de Casa Grande
- Joe Jonas, cantor e ator da banda Jonas Brothers.